# Aflenz
Aflenz é um município da Áustria, situado no distrito de Bruck-Mürzzuschlag, no estado da Estíria. Tem 55,06 km² de área e sua população em 2019 foi estimada em 2.436 habitantes.